# Awbere
Awbere is een stad in de Ethiopische regio Somali.
In 2005 telde Awbere 35.977 inwoners.

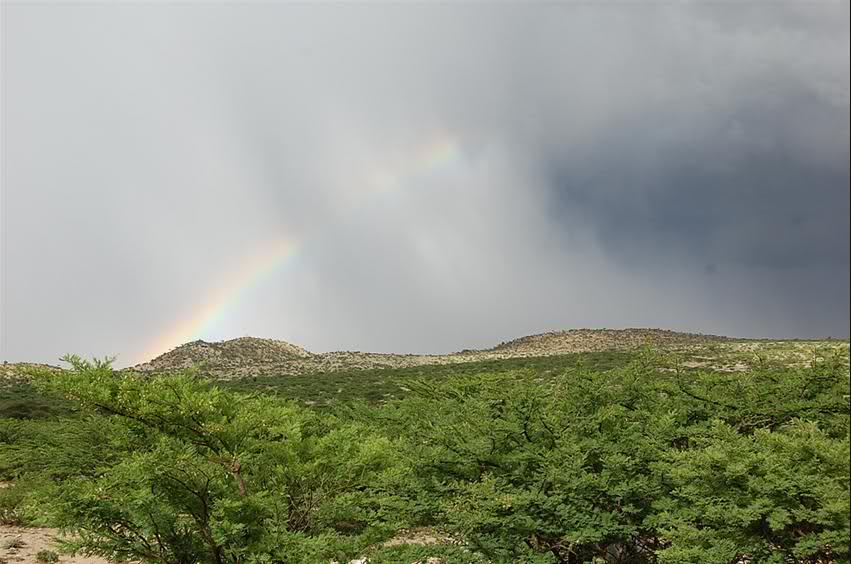
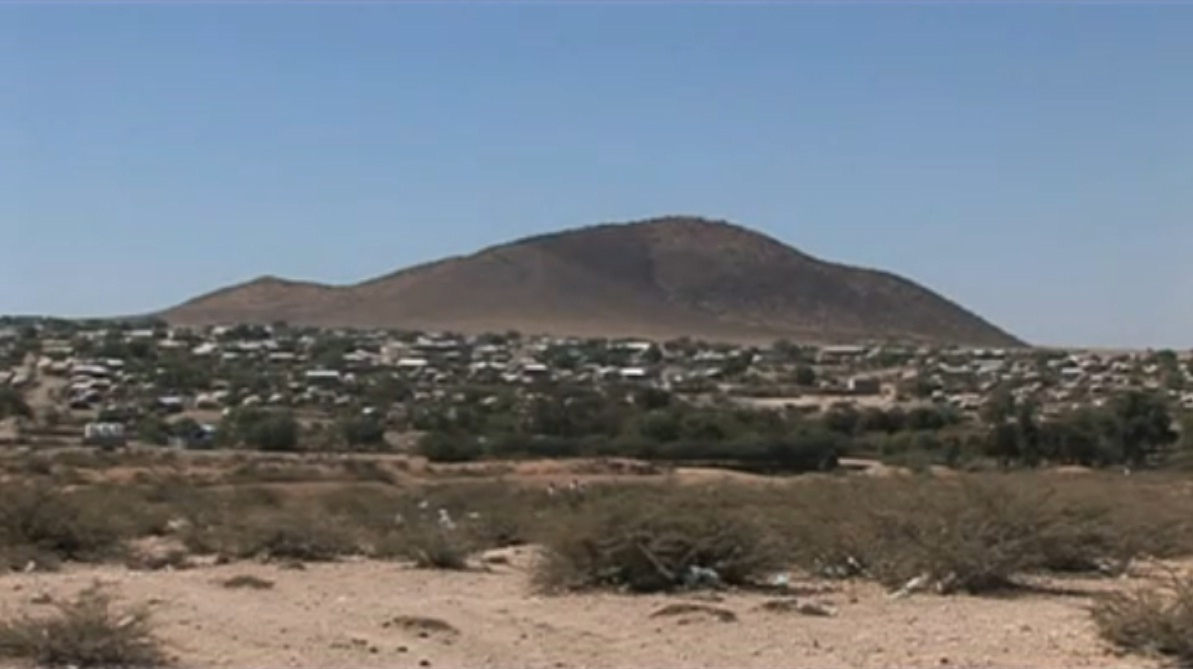
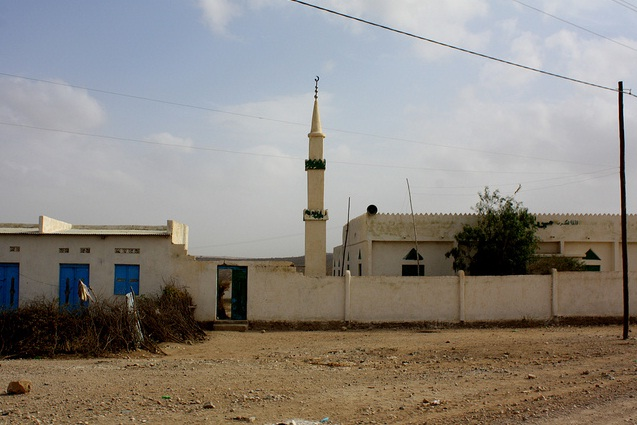